# 库尔特·谭克
库尔特·瓦尔德马·谭克（德語：Kurt Waldemar Tank，1898年2月24日—1983年6月5日）是一位德国工程学硕士，著名航空工程师和试飞员。

## 生平
从1931年开始到1945年一直是福克-沃尔夫的首席设计师，在第二次世界大战期间为纳粹德国空军设计过大名鼎鼎的福克-沃尔夫Fw 190战斗机和福克-沃尔夫Fw 200侦查轰炸机。與此同時，他接受帝國航空部提出的美國轟炸機計劃，將Fw 238大幅修改為研製Ta 400戰略轟炸機，令他在歷史上寫下難得一見設計出史上巨無霸轟炸機，可是該轟炸機因過於複雜而中止。二战后，谭克又前往阿根廷科尔多瓦的军用飞机制造厂工作，在德国福克-沃尔夫Ta 183的基础上为阿根廷研发了FMA IAe 33“箭-II”喷气战斗机。后来又前往印度，为印度斯坦航空有限公司设计了HAL HF-24「风神」。1968年末回到德国，成为了梅塞施密特-伯尔科-布洛姆公司的顾问（该公司是由著名的梅塞施密特、民航公司伯尔科以及汉堡飞机制造厂合并而成）。 
1983年6月5日死于西德慕尼黑。